# Diaphus lucidus
Diaphus lucidus is een straalvinnige vissensoort uit de familie van lantaarnvissen (Myctophidae). De wetenschappelijke naam van de soort is voor het eerst geldig gepubliceerd in 1896 door Goode & Bean.